# رئیس دیوان عالی ژاپن
رئیس دیوان عالی ژاپن (به ژاپنی: 最高裁判所長官, Saikōsaibansho-chōkan) یا رئیس دادگستری ژاپن، قاضی ارشد دیوان عالی ژاپن و رئیس شعبه نظام دادگستری دولت ژاپن است.
رئیس دادگستری به‌طور تشریفاتی توسط امپراتور ژاپن پس از نامزد شدن توسط کابینه (هیئت دولت ژاپن) منصوب می‌شود. در عمل، این امر به دنبال توصیه رئیس دادگاه بازنشسته است.